# Віктор Карлунд
Віктор Карлунд (швед. Victor Carlund; 5 лютого 1906, Гетеборг — 22 лютого 1985) — шведський футболіст, що грав на позиції півзахисника.
Виступав, зокрема, за клуб «Ергрюте», а також національну збірну Швеції.

## Клубна кар'єра
У дорослому футболі дебютував 1928 року виступами за команду клубу, кольори якої і захищав протягом усієї своєї кар'єри гравця, що тривала десять років. 
Помер 22 лютого 1985 року на 80-му році життя.

## Виступи за збірну
1932 року дебютував в офіційних матчах у складі національної збірної Швеції. Протягом кар'єри у національній команді, яка тривала 5 років, провів у формі головної команди країни 12 матчів.
У складі збірної був учасником чемпіонату світу 1934 року в Італії, а також футбольного турніру на Олімпійських іграх 1936 року в Берліні.